# Henry River (Waiau Uwha River)
Der Henry River ist ein Fluss im Norden der Südinsel Neuseelands. Er entspringt innerhalb der Opera Range südlich des Henry Saddle und fließt zunächst nach Nordosten. Am Fuß des 1921 m hohen Philosophers Knob knickt er nach Osten ab und behält diese Richtung bis zur Mündung in den Waiau Uwha River bei. Unterwegs nimmt er den Anne River auf. Benannt wurde er 1859 durch Christopher Maling und W.T.L. Travers.